# 1995 BW2
1995 BW2 är en asteroid i huvudbältet som upptäcktes den 27 januari 1995 av de båda japanska astronomerna Seiji Ueda och Hiroshi Kaneda i Kushiro.
Asteroiden har en diameter på ungefär 9 kilometer